# Новополтавська сільська рада (Чернігівський район)
| Новополтавська сільська рада — орган місцевого самоврядування у Чернігівському районі Запорізької області з адміністративним центром у с. Новополтавка. Дата утворення: 1959 рік. По території, підпорядкованій даній сільській раді, протікає ріка Каїнкулак. Сільській раді підпорядковані населені пункти: - с. Новополтавка - с. Зоря |

## Склад ради
Рада складається з 14 депутатів та голови. Партійний склад: Самовисування — 12, Наш край — 1, Радикальна партія Олега Ляшка — 1.

### Керівний склад ради
| ПІБ                         | Основні відомості                                                               | Дата обрання | Дата звільнення |
| --------------------------- | ------------------------------------------------------------------------------- | ------------ | --------------- |
| Дем'янко Володимир Петрович | Сільський голова, 1963 року народження, освіта, безпартійний                    | 26.03.2006   | 31.10.2010      |
| Демянко Володимир Петрович  | Сільський голова, 1963 року народження, освіта середня спеціальна, безпартійний | 31.10.2010   | 25.10.2015      |
| Демянко Володимир Петрович  | Сільський голова, 1963 року народження, освіта середня спеціальна, безпартійний | 25.10.2015   |                 |

Примітка: таблиця складена за даними джерела